# 唄人羽
唄人羽（うたいびとはね）は、安岡信一と本多哲郎によるフォークデュオ。レコード会社はフォーライフミュージックエンタテイメント。

## 概略
1998年、当時2人が所属していた劇団ひまわりで知り合い、同年9月に「はね」を結成、翌年3月に「うたいびとはね」に名前を変更。
1999年12月18日、『小さな星の小さな旅人』にてデビュー。
本多哲郎はうたいびとはねでデビューする前に、劇団ひまわりとして映画『EUREKA』に出演している。しかし、EUREKAが公開する頃にはデビューしていたため、EUREKAには本多哲郎（うたいびとはね）と表記されている。
また、最近では塚本高史への楽曲提供といった、歌手としての活動以外でも活躍している。
うたばんやHEY!HEY!HEY! MUSIC CHAMPに出演経験はあるが、リリース期間を大きく開けたり、テレビでの露出を一切しないスタンスに変更した。ゆずファンを「ゆずっこ」と呼ぶのに対抗し、うたいびとはねファンを「はねっこ」と呼ぶ場合もあるが、これは公式的に発表されたものではない。
漢字による「唄人羽」の表記は1stアルバムのジャケットにも見られるが、定着したのはシングル『ボーイ』以降である。それまでは「うたいびとはね」もしくは「うたいびと はね」の表記が正式に使われていた。一部ジャケットではローマ字で表記されているものもある。
2007年に所属事務所であったユイアーティストを離れ、独立。現在はライブを中心とした独自の活動を行っている。
2009年に行われたツアー「10th Anniversary “S&T”」中のMCで、2010年から本多がソロ活動を行うことが発表された。なお、唄人羽の解散等についてははっきりと否定しており、あくまで「唄人羽の本多哲郎」としての活動となる。
2019年9月26日、20周年記念2枚組ベストアルバム「六弦大」をリリース。 2019年12月21日、唄人羽 20th Anniversary LIVE『六弦大』（Zepp Fukuoka）はチケットsold outとなった。
2020年4月22日、「六弦大」の好評を受け、唄人羽20th Anniversaryリマスター版ベストアルバム「六弦大 MUGENDAI」を全国流通リリース。
2022年9月26日、RKBラジオの情報音楽バラエティ番組「＃さえのわっふる」（月～木 13:00～16:00）が放送を開始。安岡信一が水曜日レギュラーのパートナーパーソナリティを務める。
2023年11月1日、アルバム「少年と狼」をリリース。片足のない狼と片目のない少年が出会い旅をする全8話完結のストーリーになっている。あわせて全国ツアーも開始。
2024年4月4日、福岡県立糸島特別支援学校校歌「翼」の制作が報告された。

## メンバー
- 安岡 信一（やすおか しんいち、1977年5月25日 - ）
  - 大阪府生まれ福岡県出身、身長172cm、体重85Kg、血液型はB型。筑陽学園高等学校出身。
  - ブラジルにサッカー留学をしたことがある。
  - 主に作詞、コーラスを担当する。また、ACOUSTIC SMELLSにおいてはサウンドプロデュースも行っている。
  - 比較的せっかちな性格で、観客に毒づくなどとがったキャラクターを見せることがある。
  - 使用機材：gibson社 hummingbird j-45 など

- 本多 哲郎（ほんだ てつろう、1979年8月2日 - ）
  - 福岡県生まれ佐賀県出身、身長180cm、体重78Kg、血液型はAB型。佐賀県立唐津工業高等学校出身。
  - 主に作曲、メインボーカル、ブルースハープを担当する。
  - 比較的のんびりとした性格で時折不可思議な言動も見せる。また、年上の安岡に対しては、10年以上の付き合いであるにもかかわらず未だに敬語（ただし、かなりくだけてはいる）である。
  - CHARCOAL FILTERのシングル『はじけよう』にブルースハープで参加している。
  - 使用機材：martin社 D-28 など

## ディスコグラフィ

### シングル
|      | 発売日         | タイトル             | 規格品番                                      | 収録曲 | 備考                         |
| ---- | -------------- | -------------------- | --------------------------------------------- | --- | ---------------------------- |
| 1st  | 1999年12月18日 | 小さな星の小さな旅人 | FLDZ-1002                                     | 1. 小さな星の小さな旅人（作詞：安岡信一／作曲：本多哲郎／編曲：関淳二郎） 2. ポスト（作詞：安岡信一・本多哲郎／作曲：本多哲郎／編曲：関淳二郎） |                              |
| 2nd  | 2000年3月23日  | 路                   | FLCF-3786                                     | 1. 路[4:28]（作詞：安岡信一／作曲：本多哲郎／編曲：関淳二郎） 2. 4人[4:36]（作詞：安岡信一／作曲：本多哲郎／編曲：関淳二郎） 3. 小さな星の小さな旅人[3:53] 4. 路（インストゥルメンタル）[4:28] 5. 小さな星の小さな旅人（インストゥルメンタル）[3:53]                                                                                             | オリコン46位                 |
| 3rd  | 2000年6月21日  | 花火                 | FLCF-3794                                     | 1. 花火[3:58]（作詞：安岡信一／作曲：安岡信一／編曲：青木庸和） NTV系「TVおじゃマンボウ」エンディングテーマ 2. ポ[5:03]（作詞・作曲：本多哲郎／編曲：有賀啓雄） 3. 花火(Instrumental)[3:58] | オリコン37位                 |
| 4th  | 2000年11月22日 | なれずに             | FLCF-3820                                     | 1. なれずに[5:40]（作詞：本多哲郎・安岡信一／作曲：本多哲郎／編曲：関淳二郎） 2. たんぽぽ[4:38]（作詞：安岡信一／作曲：安岡信一／編曲：青木庸和） 3. HAPPY CHRISTMAS[3:53]（作詞：安岡信一／作曲：本多哲郎／編曲：関淳二郎・うたいびと はね） 4. なれずに (Instrumental)[5:38]                                                                   | オリコン39位                 |
| 5th  | 2001年3月14日  | 果実                 | FLCF-3843                                     | 1. 果実[4:27]（作詞・作曲：本多哲郎／編曲：青木庸和） NTV「『AX MUSIC-FACTORY』AX POWER PLAY#026」テーマソング 2. Message[5:28]（作詞・作曲：安岡信一／編曲：関淳二郎） 3. 果実(Instrumental Version)[4:27] | オリコン40位                 |
| 6th  | 2001年6月20日  | 陽射し               | FLCF-3864                                     | 1. 陽射し[5:02]（作詞：安岡信一／作曲：本多哲郎／編曲：青木庸和） 2. 五月病[3:46]（作詞：安岡信一／作曲：本多哲郎／編曲：関淳二郎） 3. 陽射し (Instrumental)[5:00] | オリコン44位                 |
| 7th  | 2002年1月23日  | 白紙の日々へ         | FLCF-7013                                     | 1. 白紙の日々へ[4:57]（作詞：安岡信一／作曲：本多哲郎／編曲：関淳二郎） TBS系「MUSIC B.B.」オープニングテーマ 2. こがね色した羊たち[4:24]（作詞：安岡信一／作曲：本多哲郎／編曲：青木庸和） 3. 白紙の日々へ (Instrumental)[4:57] | オリコン43位                 |
| 8th  | 2002年4月24日  | 幸せのうた           | FLCF-7019                                     | 1. 幸せのうた[4:12]（作詞：安岡信一／作曲：本多哲郎／編曲：関淳二郎） NTV系「モグモグGOMBO」エンディングテーマ 2. 流れ星[4:39]（作詞：安岡信一／作曲：本多哲郎／編曲：青木庸和） 3. 幸せのうた (Instrumental)[4:11] | オリコン53位                 |
| 9th  | 2002年9月19日  | 未タイトル           | FLCF-7029                                     | 1. 未タイトル[3:05]（作詞：安岡信一／作曲：本多哲郎／編曲：関淳二郎） NTV系「秘密の超爆笑大問題」テーマソング NTV系「三宅裕司のドシロウト」テーマソング アニメ「ハングリーハート WILD STRIKER」エンディングテーマ 2. ゴアンチョ[3:00]（作詞：安岡信一／作曲：本多哲郎／編曲：関淳二郎） 3. 未タイトル (Instrumental)[3:04]                       | オリコン38位                 |
| 10th | 2003年5月21日  | 青空                 | FLCF-7063                                     | 1. 青空[4:42]（作詞・作曲：真島昌利／編曲：青木庸和） THE BLUE HEARTSの楽曲のカバー 2. サイクル[5:19]（作詞：安岡信一／作曲：本多哲郎／編曲：青木庸和） 3. 青空 (Instrumental)[4:40] | オリコン59位                 |
| 11th | 2003年7月23日  | ボーイ               | FLCF-7067                                     | 1. ボーイ[4:29]（作詞：安岡信一／作曲：本多哲郎／編曲：関淳二郎） 2. ジレンマ[3:12]（作詞：安岡信一／作曲：本多哲郎／編曲：関淳二郎） 3. ボーイ (Instrumental)[4:30] | オリコン62位 CCCD            |
| 12th | 2004年8月25日  | BORDER               | FLCF-4018:初回生産限定盤 FLCF-4019:通常盤     | 1. BORDER[6:09]（作詞：唄人羽／作曲：唄人羽／編曲：唄人羽・古川ヒロシ・Must） 2. 4人[4:36]（作詞：安岡信一／作曲：本多哲郎／編曲：唄人羽・古川ヒロシ・Must） 3. BORDER (Acoustic)[5:41] 4. 私たちの望むものは[6:27] （作詞・作曲：岡林信康） 岡林信康のカバー - ボーナスDVD 「BORDER」プロモーションビデオクリップ＋メイキング（初回限定盤のみ） | オリコン45位                 |
| 13th | 2006年3月22日  | リライ               | FLCF-7107:期間限定価格盤 FLCF-4127:通常価格盤 | 1. リライ[5:34]（作詞・作曲：UTAIBITOHANE／編曲：SiZK） 2. 白紙の日々へ(LIVE)[5:35] 3. Message(LIVE)[5:14] | オリコン49位                 |
| 14th | 2011年10月05日 | 虹空                 | IVYR-0001                                     | 1. 虹空 2. HELLO 3. 虹空(Inst) | オリコン最高66位 IVY Records |

### ファンクラブ特典シングル
1. 気がつけば （2007年ファンクラブ「はねの森」先着入会特典）
  1. 気がつけば
2. プロペラ （2008年ファンクラブ「はねの森」での通信販売、ライブ会場でのみ販売）
  1. プロペラ
3. 小さな星の小さな旅人2008（2008年ファンクラブ「はねの森」入会特典）
  1. 小さな星の小さな旅人2008
4. シチュー（2009年ファンクラブ「はねの森」入会特典）
  1. シチュー
5. がんばってんだなぁ（2010年ファンクラブ「はねの森」入会特典）
  1. がんばってんだなぁ

### 配信限定シングル
1. 情熱ライン (2012年6月6日)
2. トロフィー (2012年7月4日)
3. 陽炎 (2012年8月1日)
4. エンブレム (2021年12月18日)

### アルバム
|      | 発売日         | タイトル                                                    | 規格品番                              | 収録曲 | 備考                 |
| ---- | -------------- | ----------------------------------------------------------- | ------------------------------------- | --- | -------------------- |
| 1st  | 2000年8月23日  | と金                                                        | FLCF-3804                             | 1. くだらない言い訳[4:28] 2. 弱き人[4:48] 3. 花火[3:56] 4. 小さなゴール[4:31] 5. 小さな星の小さな旅人[4:12] 6. 独り言[3:01] 7. 土曜日の星[4:57] 8. 路[4:27] 9. ポスト[6:36] 10. ポ[5:46] 11. 笑い話[4:20] 12. 4人[4:54] | オリコン12位         |
| 2nd  | 2001年7月18日  | 花サク                                                      | FLCF-3870                             | 1. 花サク[3:52] 2. ほら、また[4:12] 3. 果実[4:28] 4. 頭痛[5:39] 5. Fake[4:31] 6. 陽射し[5:02] 7. Message[5:27] 8. 珈琲[5:11] 9. なんだったっけ[4:19] 10. あるまいし・・・[4:14] 11. なれずに[5:40] 12. 旧友[14:34] | オリコン30位         |
| 3rd  | 2002年10月23日 | 音遊記                                                      | FLCF-3924                             | 1. 日常生活[3:58] 2. 未タイトル[3:03] 3. ねェ ねェ[3:18] 4. 幸せのうた[4:14] 5. LOVE[1:01] 6. 流れ星[4:38] 7. ゴアンチョ[3:00] 8. ハレルカ[2:28] 9. 手紙[3:58] 10. 卒業[4:06] 11. ポジティブ人生[4:12] 12. 別れの時[4:19] 13. 白紙の日々へ[4:57] | オリコン47位         |
| 4th  | 2006年5月24日  | be here…                                                    | FLCF-4137:初回限定盤 FLCF-4135:通常盤 | 1. リライ[5:33] 2. BORDER[6:09] 3. ネコと蝶[5:20] 4. あこがれ[4:35] 5. ジェット機[5:00] 6. Beautiful mind[6:19] 7. 向日葵[5:13] 8. 4人(Reprise)[6:56] 9. カラス星[4:51] 10. 寄りそって咲く花[6:46] ※初回限定盤のみBONUS DVD（リライ PV）付 | オリコン70位         |
| 5th  | 2007年6月27日  | ACOUSTIC SMELLS                                             | FLCF-4183                             | 1. sign[4:41] 2. 黒猫一夜[4:02] 3. CLOVER[4:45] 4. 影[4:23] 5. 砂漠の花[5:03] 6. Grace[3:49] 7. heaven's door[6:32] 8. 風鈴 Feat.Kuyu & Eri[5:19]*bonus track | オリコン115位        |
| 6th  | 2008年8月20日  | 三日月とピアス                                              | FLCF-4249                             | 1. 三日月とピアス[3:53] 2. Flashback[4:00] 3. 雲空[5:22] 4. BORDER(Acoustic)[5:41] 5. 僕らの時代[5:00] 6. 桜風[4:10] 7. そういえば[3:59] 8. 少年とナイフ[4:18] 9. あの丘へ[3:59] 10. LOVE SONG[4:54] 11. 私たちの望むものは[6:30] 12. プロペラ[4:50] | オリコン84位         |
| 7th  | 2009年9月9日   | 唄人羽 BEST INN 10th Anniversary “S&T”                      | FLCF-4294                             | -Disc1- 1. 小さな星の小さな旅人[4:15] 2. 路[4:29] 3. 土曜日の星[5:00] 4. 花火[4:00] 5. なれずに[5:39] 6. 花サク[3:55] 7. なんだったっけ[4:19] 8. 果実[4:29] 9. 陽射し[5:03] 10. 白紙の日々へ[4:58] 11. 幸せのうた[4:12] 12. 未タイトル[3:05] 13. 流れ星[4:38] 14. ボーイ[4:30] 15. 4人 (Reprise)[7:00] 16. 彼女[4:41]（※新曲） -Disc2- 1. 流星ライダー[5:16]（※新曲） 2. BORDER[6:08] 3. リライ[5:32] 4. ネコと蝶[5:19] 5. Beautiful mind[6:18] 6. カラス星[4:50] 7. 寄りそって咲く花[6:44] 8. sign[4:43] 9. heaven's door[5:37] 10. 虹橋[4:13]（※CD初収録） 11. 三日月とピアス[3:51] 12. Flashback[3:58] 13. 桜風[4:08] 14. プロペラ[4:50] 15. 花[5:32]（※新曲） | オリコン98位         |
| 8th  | 2010年6月30日  | 紫陽花                                                      | UHST-0006                             | 1. 紫陽花 2. ハモニカおじさん 3. オルゴール 4. ミミィ 5. 影法師 |                      |
| 9th  | 2011年7月31日  | ONE MORE SMILE                                              | UHST-0007                             | 1. ONE MORE SMILE 2. スマイル 3. プラグ 4. 銀河鉄道 5. 春の唄 6. 紫陽花（BONUS TRACK） |                      |
| 10th | 2014年1月21日  | HANE NO ORGEL 1                                             | UHST-0008                             | 1. 小さな星の小さな旅人 2. 4人 3. ポスト 4. 花火 5. 土曜日の星 6. 花サク 7. なれずに 8. 果実 9. 陽射し 10. Message | ライブ会場＆通販限定 |
| 11th | 2014年1月22日  | 百年奏                                                      | IVYR-0005                             | 1. トロフィー 2. 情熱ライン 3. 夕暮れ坂 4. 愛情ロケット 5. 雨のち晴れ 6. 蝶のように 7. 紫陽花 8. 虹空 9. 陽炎 10. Hello 11. 小さな太陽 12. 八月六日 13. 輝く刻の中で＜Album version＞ |                      |
| 12th | 2016年2月8日   | 響き愛                                                      | UHST-0009                             | 1. 雨上がりの空 2. アルコール 3. 深海 4. Beautiful 5. 銃声 6. Dear 7. 道草ロマン 8. 愛の言葉 9. ビー玉の記憶 10. ツワブキ 11. パレード |                      |
| 13th | 2019年3月16日  | 思い出シェーカー                                            | UHST-0010                             | 1. 思い出シェーカー 2. ジグソーパズル 3. 言葉を捨てたんだ 4. 月明かりをポケットに 5. 真夜中のルーキー |                      |
| 14th | 2019年9月26日  | 唄人羽20thAnniversaryBEST ALBUM「六弦大」                   | UHST-0011                             | -Disc1- 1. 愛情ロケット 2. トロフィー 3. ONE MORE SMILE 4. 夕暮れ坂 5. 虹空 6. スマイル 7. 情熱ライン 8. 紫陽花 9. 陽炎 -Disc2- 1. 思い出シェーカー 2. アルコール 3. パレード 4. 雨上がりの空 5. Dear 6. 愛の言葉 7. プラグ 8. ツワブキ 9. 真夜中のルーキー |                      |
| 15th | 2020年4月22日  | 六弦大 MUGENDAI 20th ANNIVERSARY BEST ALBUM = REMASTERING = | UHST-0012                             | 1. パレード 2. 雨上がりの空 3. アルコール 4. 思い出シェーカー 5. Dear 6. 愛情ロケット 7. 夕暮れ坂 8. 紫陽花 9. ジグソーパズル 10. トロフィー 11. 陽炎 12. 虹空 13. ツワブキ 14. 真夜中のルーキー ※唄人羽 20th Anniversary リマスター版 ベストアルバム | オリコン208位        |
| 16th | 2023年11月1日  | 少年と狼                                                    | UHST-0014                             | 1. ネモフィラの森 2. 悪魔の少年 3. ぬくもりの日々 4. 狼煙 5. 遠吠え 6. 最期の銃声 7. 眼差し 8. 銀翼の狼 |                      |

### DVD
|     | 発売日        | タイトル                                        | 規格品番  | 収録曲 | 備考         |
| --- | ------------- | ----------------------------------------------- | --------- | --- | ------------ |
| 1st | 2007年6月27日 | ACOUSTIC FLAVOR                                 | FLBF-8092 | 1. 小さな星の小さな旅人（1999） 2. 路（2000） 3. 花火（2000） 4. なれずに（2000） 5. 果実（2001） 6. 陽射し（2001） 7. 白紙の日々へ（2002） 8. 幸せのうた（2002） 9. 未タイトル（2002） 10. 青空（2003） 11. ボーイ（2003） 12. BORDER（2004） 13. リライ（2006） 14. sign（2007） ※特典映像 「二人だけのPV鑑賞会」 「小さな星の小さな旅人」から「リライ」までのシングルのPVと、アルバム#:「ACOSTIC SMELLS」収録の「sign」のPVを収めている。 また、特典映像として「二人だけのPV鑑賞会」を収録。 | オリコン98位 |
| 2nd | 2010年4月28日 | 10th ANNIVERSARY “S&T”                          | UHST-0005 | 1. 流星ライダー 2. ボーイ 3. 白紙の日々へ 4. なれずに 5. Flashback 6. 三日月とピアス 7. 彼女 8. Beautiful mind 9. 陽射し 10. 果実 11. 花火 12. BORDER 13. リライ 14. カラス星 15. ネコと蝶 16. EN.message 17. EN.幸せのうた 18. EN.花 19. EN.小さな星の小さな旅人～a cappella～ ※唄人羽ツアー2009 |              |
| 3rd | 2012年6月1日  | LIVE 2011 虹空                                  | IVYR-2001 | 1. 花サク 2. FAKE 3. 花火 4. あるまいし 5. 幸せのうた 6. 果実 7. HELLO 8. BORDER 9. プラグ 10. 銀河鉄道 11. ONE MORE SMILE 12. カラス星 13. 虹空 14. EN1.トロフィー（未発表曲） 15. EN2.流れ星～君に届くように～ 16. EN3.輝く刻の中で（糸島市イメージソング） 17. EN4.4人 18. スペシャルトラック 2011.9.15ストリートライブ＠ライオン広場 ※2011.12.21 Zepp Fukuoka |              |
| 4th | 2020年3月20日 | UTAIBITOHANE LIVE2019 20th ANNIVERSARY ｢六弦大｣ | UHST-0013 | 1. 愛情ロケット 2. トロフィー 3. ONE MORE SMILE 4. 白紙の日々へ 5. ポスト 6. BORDER 7. 真夜中のルーキー 8. プロペラ 9. ツワブキ 10. メッセージ 11. 愛の言葉 12. 思い出シェーカー 13. アルコール 14. プラグ 15. 三日月とピアス 16. パレード 17. 陽炎 18. 虹空 19. EN1.花火 20. EN2.4人 21. EN3.エンブレム（新曲） ※2019.12.21 Zepp Fukuoka |              |

### 参加作品
| 発売日         | タイトル                               | 規格品番   | 収録曲    | 備考         |
| -------------- | -------------------------------------- | ---------- | --------- | ------------ |
| 2007年01月24日 | トリビュート・トゥ・エリッククラプトン | GYCL-10020 | 1.COCAINE | フォーサイド |
| 2007年11月07日 | エンタ系アコロック音楽盤!! Vol.1       | CTC1-80046 | 5.sign    | cutting edge |

## ミュージックビデオ
| 監督           | 曲名                                           |
| -------------- | ---------------------------------------------- |
| 安達康平       | 「BORDER」                                     |
| 木村啓作       | 「花火」                                       |
| 中村浩紀       | 「Sign」「リライ」                             |
| ミヨカワナオコ | 「白紙の日々へ」                               |
| 森田空海       | 「ボーイ」「幸せのうた」「未タイトル」         |
| 山口保幸       | 「果実」                                       |
| 吉木英章       | 「路」                                         |
| 不明           | 「なれずに」「小さな星の小さな旅人」「陽射し」 |

## 主なライブ
- 2000年02月 - うたいびと はね的史上最大路上ライブ
- 2000年09月 - 全九州ツアー「初陣」
- 2000年12月〜2001年01月 - オリオン座 三共星ツアー
- 2001年03月〜04月 - ツアー2001「まんま」
- 2001年08月〜09月 - ツアー 2001「夏の陣」
- 2001年12月〜2002年01月 - 弾き語りツアー「気がつけば」
- 2002年01月 - うたいびと はねとスキーツアー！ in 北海道キロロリゾート
- 2002年03月〜05月 - LIVE HOUSE TOUR 2002 「HANE CUP in JAPAN」
- 2002年08月 - うたいびと はね in 宮崎シーガイア
- 2002年09月〜12月 - ツアー2002「音遊記」
- 2003年03月 - うたいびと はね in 函館 ステイ＆ライブイベント
- 2003年03月〜05月 - ツアー2003「羽見で一盃！！」
- 2003年08月 - 主催イベント「invasion vol.1」
- 2004年01月 - マンスリーイベント「美味栄養歌手選手権 vol.1」
- 2004年02月 - マンスリーイベント「美味栄養歌手選手権 vol.2」
- 2004年02月 - スキー＆ライブ　うたいびと はね in トマムリゾート
- 2004年03月 - マンスリーイベント「美味栄養歌手選手権 vol.3」
- 2004年03月〜05月 - ツアー2004「Folky Monkey」
- 2004年08月 - 主催イベント「invasion vol.2」
- 2004年12月 - ツアー2004　無敵王-MUTEKING-
- 2005年03月 - 唄人羽スキーツアー in ルスツリゾート
- 2005年05月 - ツアー2005「寄りそって咲く花」
- 2005年08月 - 主催イベント「invasion vol.3」
- 2006年03月 - 唄人羽スキーツアー2006 in キロロスノーワールド
- 2006年08月 - ツアー2006「be here...now」
- 2006年10月 - 唄人羽バスツアー2006 in 河口湖
- 2007年03月 - バスで行く・唄人羽スキーツアー2007 in 白樺湖
- 2007年05月・06月 - はね学校ラストファンクラブイベント「卒業式」
- 2007年06月・07月 - 「ACOUSTIC SMELLS」リリース記念イベント
- 2007年09月 - ツアー2007「ACOUSTIC SMELLS」
- 2008年03月 - ツアー2008　春うらら～
- 2008年09月 - ツアー2008　三日月とピアス
- 2009年04月〜05月 - 唄人羽、千綿偉功、ナカノアツシ(GRAND COLOR STONE)3マンツアー「千ノ羽ツアー」
- 2009年11月〜12月 - ツアー2009　10th Anniversary "S&T"
- 2011年01月 - 千ノ羽ツアー
- 2011年12月 - 「虹空」ワンマンLIVE
- 2012年09月 - 全国３カ所配信記念LIVEツアー
- 2013年08月〜09月 - はねの森ファンクラブ夏旅行 in 糸島市
- 2014年01月 - 「百年奏」発売記念ストリートLIVE
- 2014年02月 - 「百年奏」九州インストアライブ
- 2014年03月 - 唄人羽LIVE2014 Newアルバム発売記念LIVE
- 2014年09月〜10月 - ツアー2014「WING MAN」
- 2015年04月 - ワンマンLIVE「いざ！16年目」
- 2015年07月 - 新曲発表ライブ！昼、夜の部
- 2016年10月〜12月 - 唄人羽&THE NEUTRAL2マンライブ全国ツアー
- 2016年12月 - 唄人羽LIVE 17th anniversary 「SING ME HOME」
- 2016年12月 - 唄人羽LIVE「17年目のメリークリスマス」
- 2017年02月 - 唄人羽ワンマンLIVE 2017 in東京『二人茶屋』
- 2017年03月〜04月 - 唄人羽九州ツアー2017「春の陣」
- 2017年08月 - 唄人羽 ワンマン「羽の夏祭りLIVE in 東京」
- 2017年10月 - 唄人羽 はねの森10周年記念イベント「江戸の森」
- 2017年11月 - 唄人羽 はねの森10周年記念イベント in 関西「なにわの森」
- 2017年12月 - 18th SING ME HOME
- 2018年02月 - 北の羽から2018～冬
- 2018年03月 - 唄人羽 ツアープレワンマンin 東京「GROUND ONE」
- 2018年03月 - 唄人羽 春ツアー決起集会 in 京都「おいでやす」
- 2018年03月〜04月 - 唄人羽九州ツアー2018「GROUND NINE」
- 2018年09月 - 唄人羽ファンクラブイベント「江戸の森」
- 2018年10月 - 唄人羽ワンマンLIVE in 京都「京都唄会」
- 2018年11月～12月 - 唄人羽全国ツアー2018『Acoustic Colors』
- 2019年01月 - 唄人羽北海道マンワンライブ 『Acoustic Colors』番外編 「北の羽から2019〜冬」
- 2019年03月 - 唄人羽 ファンクラブ限定イベント。 ミニアルバム「思い出シェーカー」完成記念&博多水炊き&ミニLIVE パーティー
- 2019年03月～05月 - 唄人羽九州ツアー2019「アコギショットガン」
- 2019年12月 - 唄人羽20th  Anniversary LIVE 「六弦大」
- 2021年01月 - 唄人羽 有観客＆超高画質ツイキャスプレミア配信ワンマンLIVE「GO TO MUSIC 1」
- 2021年02月 - 唄人羽 有観客＆超高画質ツイキャスプレミア配信ワンマンLIVE「GO TO MUSIC 2」
- 2021年05月 - 唄人羽 有観客＆超高画質ツイキャスプレミア配信ワンマンLIVE「GO TO MUSIC 3」
- 2021年07月 - 唄人羽 新曲発表！ 高画質配信+有観客ライブ
- 2021年08月 - 唄人羽有観客×配信のハイブリッドワンマンLIVE 『SUMMER×SUMMER』
- 2021年08月 - 唄人羽 ファンクラブ限定イベント2021「羽夏会」
- 2021年08月 - 唄人羽 高画質配信&有観客ワンマンLIVE 『羽フェス2021』
- 2021年10月 - 唄人羽とびだせしゃべりびと+ちょっぴりうたいびと 10月の巻〜「おかえり、しんちゃん」～
- 2021年10月 - 唄人羽 高画質配信&有観客ワンマンLIVE 『Autumn × Autumn』
- 2021年11月 - 唄人羽 高画質配信&有観客ワンマンLIVE 『配信リクエストLIVE！』
- 2021年12月 - 唄人羽22nd Anniversaryワンマンライブ　ハイブリッド公演 有観客＆高画質ハイブリットツイキャスプレミア配信 「Dear Coronavirus」
- 2022年02月 - 唄人羽北海道ワンマンLIVE 『Dear Coronavirus～北海道編～』
- 2022年02月 - 唄人羽 福岡 高画質配信+有観客ワンマンライブ 「トュペロでツーペロペロ！バラードでツーペロペロ」
- 2022年03月 - 唄人羽ワンマンLIVE 『Dear Coronavirus～大阪～』
- 2022年03月 - 唄人羽ワンマンLIVE 『Dear Coronavirus～東京～』
- 2022年04月 - 唄人羽 高画質配信+有観客ワンマンライブ 「きっと勝つ！あなたはきっと勝つ！ 春遠からじ。羽ちゃん応援歌ツーペロリ。」
- 2022年05月 - 唄人羽 有観客＆超高画質ハイブリットツイキャスプレミア配信ワンマンLIVE 『Dear Coronavirus〜アコースティックライブ〜』
- 2022年07月 - 唄人羽ワンマンLIVE 『Dear Coronavirus』九州ツアー編
- 2022年09月 - 唄人羽ファンクラブ限定イベント『レコーディング参加見学＆ファン感謝祭スタジオLIVE』
- 2022年10月～12月 - 唄人羽全国ツアー2022 『Dear Coronavirus」
- 2022年12月 - 唄人羽ワンマンLive 福岡 昼の部 「と金 」
- 2022年12月 - 唄人羽ワンマンLive 福岡 夜の部 「花サク」
- 2023年2月～6月 - 唄人羽全国ツアー2023春 『P.S. Coronavirus』
- 2023年7月 - 唄人羽全国ツアー2023夏 『P.S. Coronavirus』
- 2023年9月 - 唄人羽全国ツアー「P.S.Coronavirus」秋 九州編
- 2023年10月 - 唄人羽 NEW ALBUM「少年と狼」 完成視聴パーティー @福岡
- 2023年10月～12月 - 唄人羽 NEW ALBUM『少年と狼』release全国ツアー 24th Anniversary Live
- 2024年2月～3月 - 唄人羽 九州ツアー2024 『少年と狼と星』
- 2024年4月 - 唄人羽 ワンマンLIVE『唄人と星』@大阪
- 2024年5月 - 唄人羽ワンマンLIVE 「唄人と君の花」
- 2024年9月 - 唄人羽 25th Anniversary 全国ツアー「記憶と鋼」
- 2024年12月 - 唄人羽 25th Anniversary 弾き語りLIVE2024「あの日の手紙」
- 2025年2月 - 唄人羽 弾き語りワンマンLIVE2025 東京「二月と猫のラプソディー」
- 2025年4月〜6月 - 唄人羽 弾き語りワンマンLIVE2025 「吟遊詩人の旅」

## 出演

### テレビ
- m.m.m.!（日本テレビ、2000年6月9日 25:20-25:30）
- HEY!HEY!HEY!（フジテレビ、2000年7月10日）
- 2000 夏 長崎から さだまさしコンサート（NHK、2000年9月3日）
- うたばん（TBS、2000年9月7日）
- ポップジャム（NHK、2000年12月2日）
- 世界ウルルン滞在記 第311回「パプアニューギニア、バルアン島の伝統漁に安岡信一が出会った」（TBS、2002年7月14日）- 旅人（安岡信一のみ）

### ラジオ
- CROSS FM「唄人羽のはね、ときどきしゃべりびと!?」毎週火曜日　25:00～26:00（2000年4月3日 - 2008年9月30日）
- 新春特番『FM福岡 NEW YEAR SPECIAL 平成カウントダウン2019』アコースティック・レディオ 12:30-17:50（2019年1月1日）- MC（安岡信一のみ）
- RKBラジオ「＃さえのわっふる」毎週月曜日-木曜日　13:00～16:00（2022年9月28日 -    ）※水曜日レギュラーのパートナーパーソナリティとして安岡信一のみ出演